# Kogelvanger

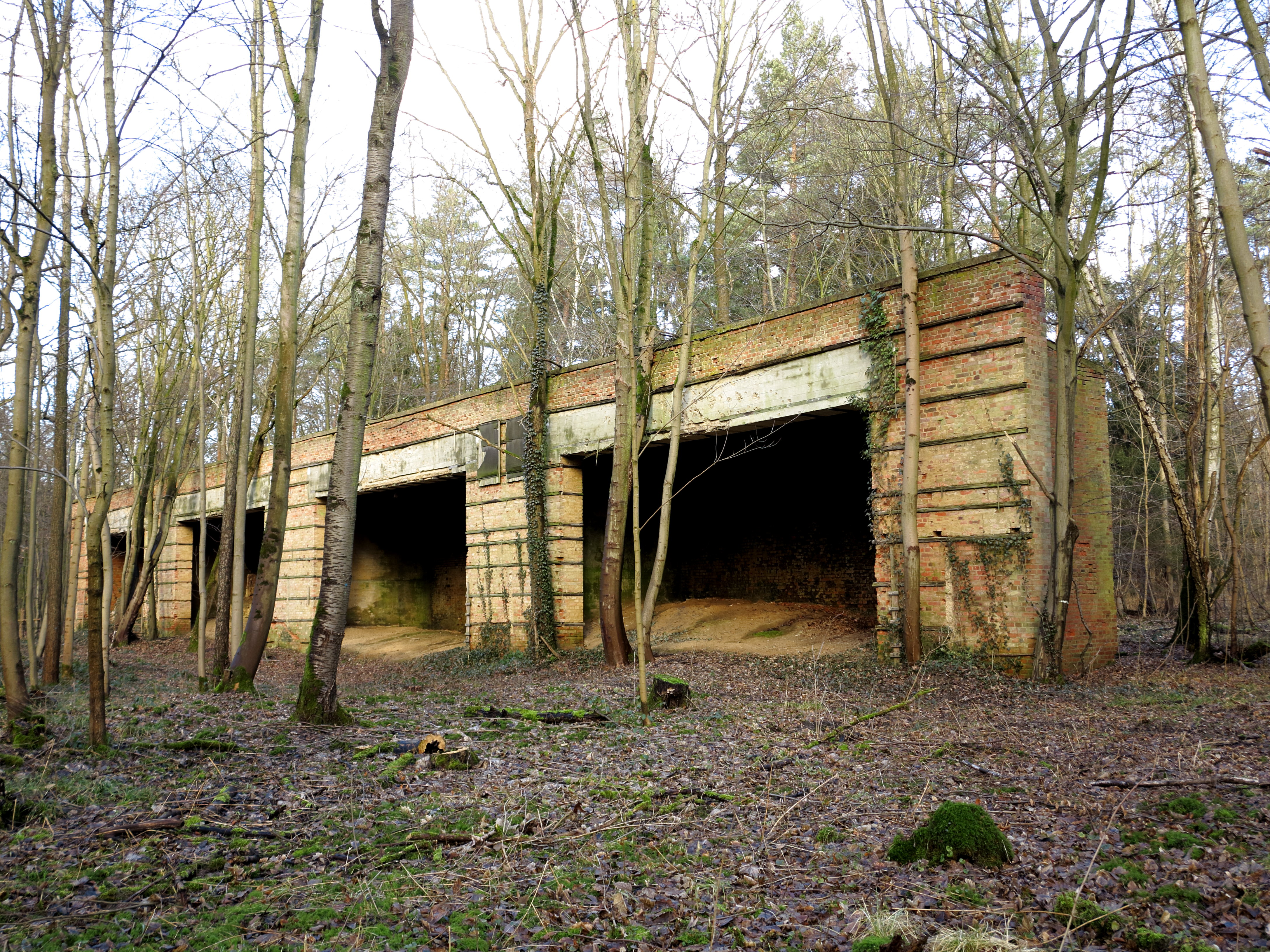
Kogelvanger

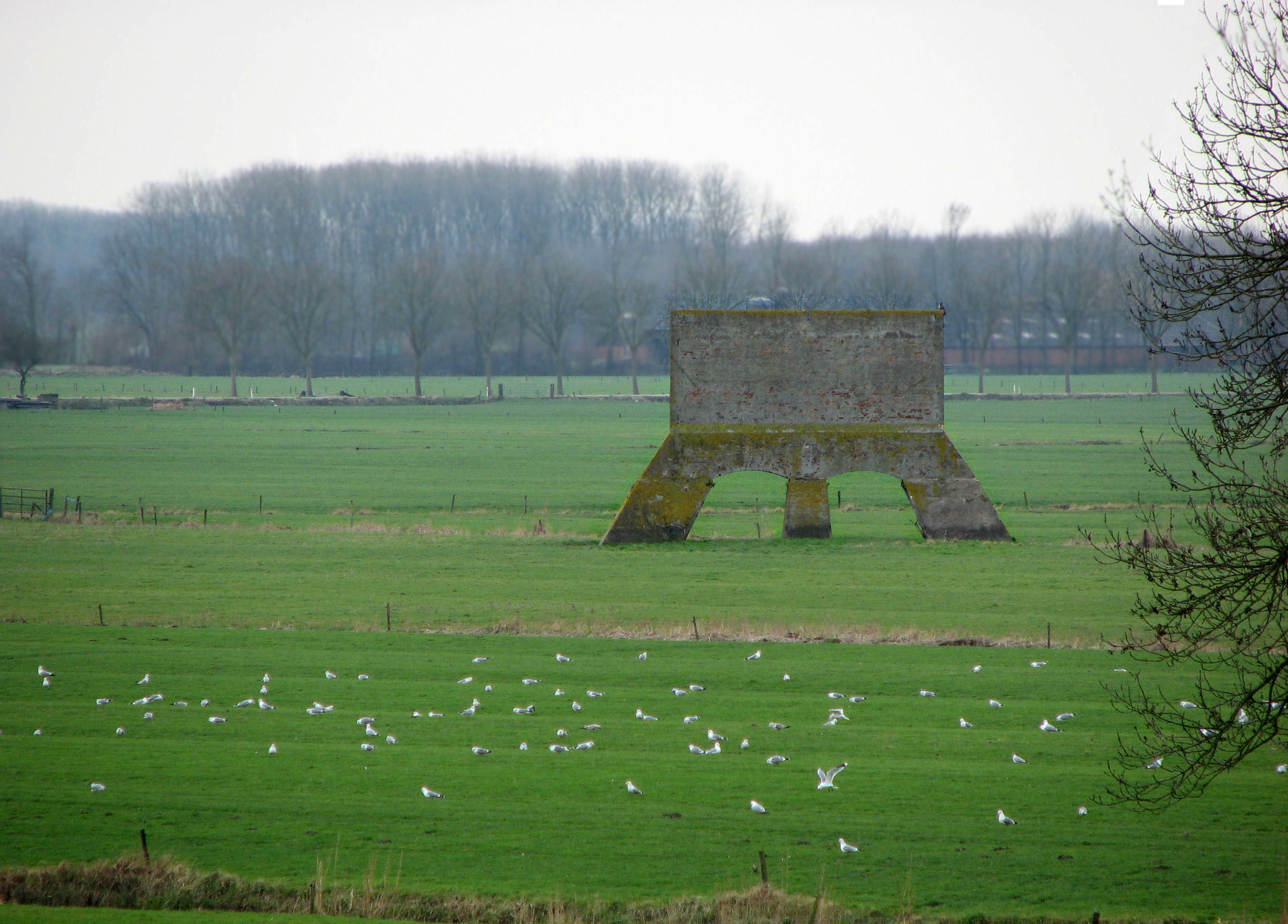
Kogelvanger bij Werk aan het Spoel.

Een kogelvanger is een muur die kogels die het doel niet geraakt hebben, opvangt.
Er staat een kogelvanger naast het fort Werk aan het Spoel in het weiland. Deze muur is gemaakt van baksteen en is gebouwd rond 1880. Tijdens de Eerste Wereldoorlog en voor de Tweede Wereldoorlog is dit fort in gebruik geweest. Soldaten konden leren schieten op een schietbaan naast het fort. Aan het einde van de schietbaan, die nu verdwenen is, staat een kogelvanger om de kogels op te vangen die het doel niet geraakt hebben. De kogelvanger is milieuvriendelijk in gebruik, omdat verschoten kogels worden opgevangen en kunnen worden hergebruikt, waardoor de loodbelasting van de bodem kan worden teruggebracht.